# Cordylochernes panamensis
Espèce
Cordylochernes panamensis est une espèce de pseudoscorpions de la famille des Chernetidae.

## Distribution
Cette espèce est endémique du Panama. Elle se rencontre vers le canal de Panama.

## Description
Les mâles mesurent de 3,2 à 3,6 mm.

## Étymologie
Son nom d'espèce, composé de panam[a] et du suffixe latin -ensis, « qui vit dans, qui habite », lui a été donné en référence au lieu de sa découverte, le Panama.

## Publication originale
- Hoff, 1944 : New pseudoscorpions of the subfamily Lamprochernetinae. American Museum Novitates, no 1271, p. 1-12 (texte intégral).